# Denopelopia viridula
Denopelopia viridula is een muggensoort uit de familie van de dansmuggen (Chironomidae). De wetenschappelijke naam van de soort is voor het eerst geldig gepubliceerd in 2005 door Cheng en Wang.